# 羅賓斯維爾森特 (新澤西州)
羅賓斯維爾森特（英語：Robbinsville Center）是位於美國新澤西州默瑟縣的普查規定居民點。

## 人口
根據2020年美國人口普查的數據，羅賓斯維爾森特的面積為1.70平方千米，當中陸地面積為1.66平方千米，而水域面積為0.04平方千米。當地共有人口3164人，而人口密度為每平方千米1,861.18人。